# 1896年威廉·詹宁斯·布莱恩竞选美国总统
1896年內布拉斯加州民主党前国会议员威廉·詹宁斯·布莱恩取得党派提名竞选美国总统，最后不敌共和党候选人、前俄亥俄州州长威廉·麦金莱而落选。布莱恩1860年生于伊利诺伊州农村，1887年移居内布拉斯州后当上律师并从政。他1890年便当选联邦众议员，1892年连任但随后竞选联邦参议员失利。他把目光投向更高的职位，虽说此时在民主党人微言轻，但自信能赢得1896年总统大选。他早做打算，1895年大部分时间和1896年初都在全美各地演说，引人入胜的演讲令他在党内名望显著增长。
布莱恩的演讲经常探讨货币问题。1893年经济恐慌令美国陷入严重衰退，1896年初仍未好转。布莱恩与众多民主党人深信回归金银复本位能把国家拉出经济泥潭，主张推行自由铸造银币政策通胀货币，减轻债务人负担。布莱恩前往芝加哥参加七月的1896年民主党全国大会，他为政綱辩论总结陈词的黃金十字架演讲引爆全场，令他马上摇身变成党派旗手热门人选，并在第二天拿下总统候选人提名。富有的缅因州银行家和造船商亚瑟·塞沃尔获提名竞选副总统。左翼党派人民党也表态支持布莱恩，但无法接受塞沃尔，自行提名乔治亚州的托马斯·沃森代替。
芝加哥大会过后，支持金本位的党派领袖和报纸与布莱恩分道扬镳，他乘火车奔赴全美四处演说、八方拜票，演讲近六百场，听众人数估计达五百万。他的竞选主要倡导自由铸造银币，城市选民对此无法认同，导致布莱恩最后败北。学界普遍将1896年大选视为政党重组选举。富裕阶层、中产阶级和城市选民携手击败布莱恩，确保此后直到1932年都基本由共和党掌权。落败的布莱恩继续保持国家名人地位直到1925年去世。

## 背景

### 威廉·詹宁斯·布莱恩
威廉·詹宁斯·布莱恩1860年生于伊利诺伊州乡村塞勒姆，父亲西拉斯·布莱恩（Silas Bryan）是杰西逊民主党人、法官、律师和地方党派活动家。小布莱恩身为法官之子，有很多机会在法庭、政治集会、教堂乃至复兴聚会上观看他人慷慨陈辞。演说家在南北战争过后的美国倍受认可，小布莱恩在父亲位于塞勒姆的别墅长大，从小就表现出演讲天赋。1877年进入伊利诺伊学院后，布莱恩致力赢得学校演讲比赛并在大三时获奖。在校期间他与附近的女子院校学生玛丽·贝尔德（Mary Baird）相恋，婚后她一直是他的重要事业助手。

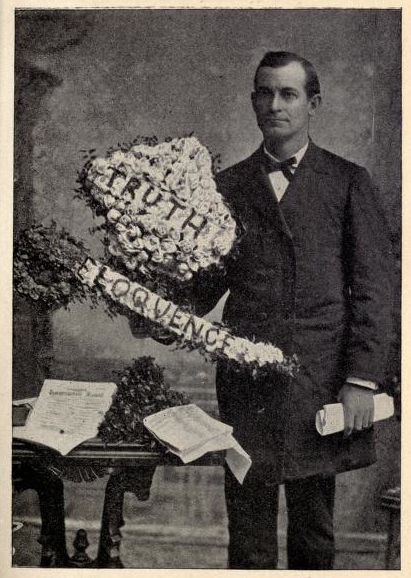
1890年的布莱恩

1881至1883年布莱恩在法学院深造，同时担任前伊利诺伊州联邦参议员莱曼·特朗布尔（Lyman Trumbull）的文员，就是在他影响下布莱恩对富裕阶层和企业垄断非常反感。呼吁新教活动家设想解决贫困等社会问题的新兴社会福音运动也对布莱恩影响很大。为确保律师事业蓬勃发展，他1887年移居内布拉斯加州发展迅速的林肯。
布莱恩在林肯很快就以律师事业和公开演讲打响名气，人称“普拉特男孩演说家”。1890年他出马对抗1888年赢得联邦众议员席位的共和党政治家威廉·康奈尔（William J. Connell），内布拉斯加州许多农民此时因谷物价格低廉难以维生，经济陷入困境，许多美国人对两大政党不满。失望的农民及其他人士新组极左翼党派人民党，提出赋予政府更大授权加强经济管制（有些还认为铁路应当收归国有），同时人民可以通过无记名投票控制政府，即直接选举联邦参议员（美利坚合众国宪法第十七条修正案1913年通过前，联邦参议员均由州议会选举）、废除选举人团直接用普选票选出总统和副总统。内布拉斯加等州的党派领袖要求发行纸币或银币促进通胀，减轻债务人负担。人民党支持的候选人退出后，布莱恩以6700票的显著优势战胜康奈尔，几乎是1888年康奈尔胜选优势的两倍，这其中不乏民粹分子和禁酒人士的支持。
布莱恩上任后进入手掌实权的筹款委员会，积极参与关税和货币议题辩论。他多次提出法案要求直接选举参议员、消除垄断行业和托拉斯造成的行业关税壁垒。这些举措令银矿业主青眼有加，他们的支持对布莱恩1892年连任功不可没。前民主党总统格罗弗·克利夫兰在1892年大选战胜共和党在任总统本杰明·哈里森，布莱恩明确表示看好人民党候选人詹姆斯·B·韦弗，没有表态支持克利夫兰，但他自称忠于民主党，会把票投给党派候选人。
布莱恩所在选区各党势力差距不大，每次竞选都要花费很长时间筹资，他觉得长此以往对政治前程不利，于1894年5月宣布不竞选连任，开始争取来年一月州议会推举的联邦参议员席位。布莱恩赢得多数普选票支持，但这对州议会选举没有约束力，占议会多数的共和党人把约翰·梅伦·瑟斯顿（John Mellen Thurston）送进参议院。

### 经济萧条，自由铸造银币运动兴起
货币自19世纪70年代中期就是重大政治议题。自由铸造银币（或金银复本位）倡导者希望政府接收民间存入的银锭，并按16比1的金银历史价值比铸成硬币返还。此举将恢复《1873年铸币法案》明令禁止的做法。每枚一美元银币包含的白银价值刚超过面值一半，铸成银币就能令手中白银价值接近翻倍，所以自由铸造银币政策会大幅催生通胀。支持者认为此举能促进经济繁荣，反对者声称美国自1873年就一直采用金本位，变更货币价值根基会在国际贸易中产生严重问题。1878年《布兰德－艾利森法》（Bland–Allison Act）和1890年《谢尔曼白银采购法案》都是自由铸造银币派和金本位派的折衷产物，要求联邦政府购买大量白银铸币。
布莱恩是在《谢尔曼白银采购法案》颁布后入选国会，起初甚少对此表达看法。自由铸造银币在内布拉斯加州深得民心，但民主党实权派大多反对。布莱恩在国会仔细研究货币问题，倾向支持自由铸造银币而且非常看重议题的政治潜力。1893年，他已是自由铸造银币运动领袖人物，在圣路易斯演讲时宣称金本位导致通货紧缩，“令人支付的欠款超出借款价值……如容许此类抢劫，农民（生活）将毁于一旦，接下来就轮到城市 ”。
1893年3月克利夫兰宣誓就职，但国家经济仍有下滑迹象。谢尔曼的法案要求政府以黄金赎回白银和纸币，国库黄金1893年初开始外流。1893年4月22日，财政部的黄金储备自1879年以来首次降至不足一亿美元，加剧局势不稳。江湖传言称欧洲人准备大量赎回黄金，导致股票市场极力抛售引发1893年恐慌。同年八月美国已有大量企业破产，总统要求国会召开特别会议废除《谢尔曼白银采购法案》。布莱恩在国会以雄辩极力反对废除，但不足以抵抗总统的压力。南方和西部民主党人大多倾向支持自由铸造银币，克利夫兰坚定的金本位立场导致他们离心离德。经济局势迟迟不见改善，1894年总统派兵到伊利诺伊州平复普爾曼大罷工之举又令许多民主党人愤怒不已。1894年末，支持自由铸造银币的民主党人开始组织起来，希望从克利夫兰和其他金本位派民主党人手中夺过党派主控权，1896年提名支持金银复本位的总统候选人。普尔曼大罢工时就开始反对克利夫兰的伊利诺伊州州长约翰·彼得·阿尔特吉尔德是复本位派领袖。民主党在1894年中期选举后丧失两院控制权，好几个传统坚持支持民主党的南方州推举共和党或人民党人进入国会。

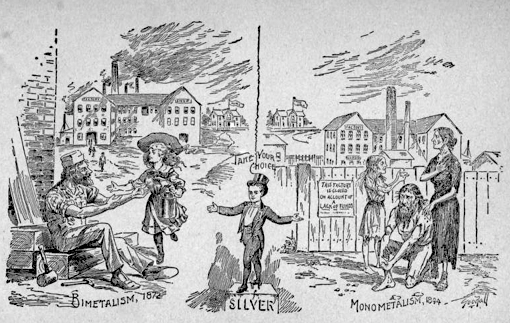
《硬币金融学校》插图，中间的年轻人“硬币”邀请读者选择，要么在自由铸造银币中繁荣，要么坚持金本位并毁灭

除复本位制外，民粹分子1893年提出的举措众多，但自由铸造银币倡导者认为经济持续低迷正是因为国会废除《谢尔曼白银采购法案》，货币问题日趋显著。矿工、南部和西部的农民对自由铸造银币特别认同，1894年6月威廉·哈维（William H. Harvey）出版宣传册《硬币金融学校》（Coin's Financial School），主人翁是名叫“硬币”的少年，以各种讲座或课程向芝加哥观众介绍自由铸造银币的好处，一经面世就热卖四方。芝加哥众多商业名流沦为书中反派，其中银行家、未来的财政部长莱曼·盖奇（Lyman Gage）等人发表声明，否认曾参与任何此类讲座。哈维的著作把货币问题通俗化，对民众影响很大。密苏里州居民埃兹拉·彼得斯（Ezra Peters）致信伊利诺伊州联邦参议员约翰·帕尔默（John M. Palmer），称《硬币金融学校》已经产生极大影响，“支持诚信货币的人如果不采取措施，国家将彻底沦落”。明尼苏达州记者在《展望》（Outlook）杂志发文：“高中男生赞成自由铸造银币者与棒球爱好者数量差不多，倾向支持前者的占绝对多数”。

## 黑马候选人

### 准备

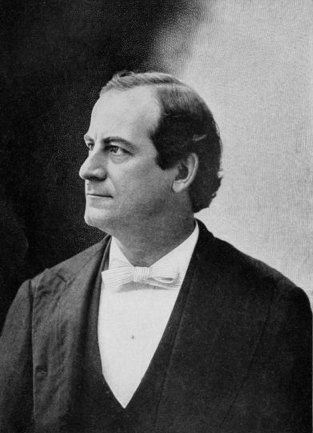
1896年的布莱恩

1895年3月布莱恩离开国会并度过35岁生日，根据宪法已有竞选总统的资格，此时他已自认有望当选。布莱恩自信能把竞选众议员时结交同盟的能力发扬光大，把赞成金银复本位的势力团结起来取得民主党提名乃至入主白宫。为达到目标，他必须确保人民党不会提名同样高举自由铸造银币大旗的候选人竞争，所以竭力与该党领导人保持良好关系。1895年到1896年初，布莱恩努力提升他在自由铸造银币运动中的名望。1894年8月他接受《奥马哈世界先驱报》（Omaha World-Herald）名誉主编职务，无需承当日常职责就能发表政治见解。离开国会至1896年7月民主党全国大会召开的17个月里，他在南方和西部到处演讲，鼓吹自由铸造银币，每一站结识的人他都在日后保持联络。布莱恩多次在演讲中重复1894年12月在国会谴责金本位的话：“我不会助纣为虐，把人类钉上黃金十字架；不会为虎作伥帮他们压制荆棘王冠下流血的额头”。
历史学家韦恩·摩根（H. Wayne Morgan）写道：
罗伯特·拉福莱特眼中的布莱恩“高大、苗条、英俊仿佛青年天神。他秉持道德传教士的形象，对于习惯《圣经》与莎士比亚语句和立场的人民来说，这无疑提升他的政治胜算。他的表演精彩，嗓音出众，而且不会夸夸其谈。他在1896年的汉密尔顿学派世界宣讲杰斐逊时代美德，虽说早已过时，但他深信不疑……他年轻，过往经历可敬且不致令人感到沉重，来自西部且了解调解艺术。同时代的人可能没有想到，他在党派内部取得的地位绝非源自命运或偶然”

1896年初，布莱恩还没有公开争取总统候选人提名。提名与否完全取决于倡导自由铸造银币的派系能否占据民主党全国大会大部分代表席位，所以布莱恩尽力为该派系争取。他与其他党派支持复本位的派系保持联系，为取得提名后的普选打基础。他的竞选比较低调，没有太多宣传，避免引起更有名的候选人注意。布莱恩继续演说并为旅程收集经费，其中大部分是他人支付的演讲费。
布莱恩在争取民主党提名上面临众多劣势：对于没有密切关注政坛的广大美国民众而言他还默默无闻，没有足够资金为竞选铺路，此时没有公职用于宣传和表现，对货币与其他问题的立场还招来克利夫兰及行政部门反感。内布拉斯加州人口稀少，从未在大选支持民主党，所以党派不大可能提名该州人士。大部分州的民主党人支持自由铸造银币，州党派大会选派的七月全国大会代表代表也不例外，金本位派民主党人基本只在东北部占优。大部分州党派大会没有约束或“指示”代表支持哪位候选人，这种做法得到布莱恩强烈支持。代表选出后，布莱恩给党派官员写信并取得代表名单，把自己的照片、演讲文本和《奥马哈世界先驱报》剪报寄给各代表。
1896年6月，布莱恩的政治导师、前联邦参议员特朗布尔逝世，布莱恩的母亲于特朗布尔葬礼当天突然在塞勒姆撒手人寰。布莱恩在母亲的葬礼上讲话并引述提摩太後書：“我有辉煌的斗争经历，已经走完旅程并保持信仰”。同月，他还作为《奥马哈世界先驱报》记者前往圣路易斯举办的1896年共和党全国大会。共和党人提名的候选人是前俄亥俄州州长威廉·麦金莱，并在党纲明确支持金本位。大会通过党纲时，科罗拉多州联邦参议员亨利·泰勒（Henry M. Teller）带领支持金银复本位的共和党人离场，布莱恩对此深受触动。为他立传的保罗·科莱塔（Paolo Coletta）认为，布莱恩有可能煽动支持自由铸造银币的共和党人离场，他还与泰勒和南达科他州联邦参议员理查德·佩蒂格鲁（Richard F. Pettigrew）等白银派共和党人保持密切联系。历史学家詹姆斯·巴恩斯（James Barnes）写道：
（布莱恩）只是比大部分可能成为竞争对手的人更了解政治局势，并以完全正当合法的手段利用现有条件。他深知，工作辛苦会令人民心中不满转变成对党派金本位派系的反抗，从没有任何群体像1893至1896年的（民主党）白银派系那样为达政治目的竭尽全力。布莱恩远在1896年以前就知道自己有望拿下提名，他的抱负在（民主党全国）大会召开几个月前就已成熟，启程前往芝加哥前就有证据表明他确信此行不虚。

### 提名大会

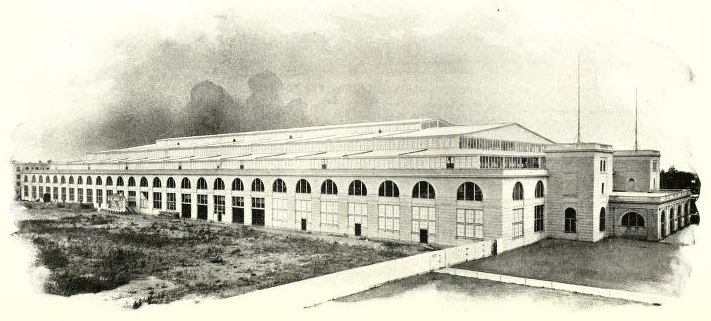
1896年民主党全国大会在芝加哥体育馆（图）举行

民主党全国大会计划1896年7月7日在芝加哥体育馆召开，大会前夕还没有哪位候选人有绝对优势取得提名，位居前列的候选人包括前密苏里州联邦众议员理查德·布兰德（Richard P. Bland）和前爱荷华州州长贺拉斯·博伊斯（Horace Boies）。布兰德人称“白银迪克”，是自由铸造银币运动的元老，1878年《布兰德－艾利森法》便出于他手；博伊斯能在爱荷华州这种共和党传统地盘当上州长，许多民主党人认为这代表他有和麦金莱在中西部一较短长的实力。两人都曾公开宣布参选，党内有组织争取大会代表承诺支持的也只有他们，不过两人都没有多少资金投入竞选。除领跑的布兰德和博伊斯外，还有多名倡导自由铸造银币的民主党人表达参选意向，如来自伊利诺伊州的副总统阿德莱·史蒂文森、肯塔基州联邦参议员约瑟夫·布莱克本（Joseph C. Blackburn）、印第安纳州州长克劳德·马修斯（Claude Matthews）、布莱恩。伊利诺伊州州长阿尔特吉尔德不在美国出生，根据宪法规定没有参选资格。参议员泰勒为抗议党纲货币立场退出共和党大会，立马成为有望获民主党提名的人选。但他的胜算很小，大部分民主党人担心泰勒当选后会把部分联邦公职交到共和党人手上。大会期间克利夫兰总统在外钓鱼，对会上情况不予置评，政治学家理查德·本塞尔（Richard Bensel）认为总统此时对民主党已经没有多大影响。
7月5日，内布拉斯加州代表登上火车离开林肯，车上载有约两百人，五截车厢都有类似“布莱恩俱乐部”、“密切关注内布拉斯加”之类条幅。布莱恩的策略很简单：尽可能保持低调，坚持到最后一刻才公开表达参选意向，以演讲把倡导自由铸造银币的势力团结起来支持他拿下提名。他自信能毕全功于一役，并在事后声称赢得提名就是靠“局势的逻辑”。布莱恩对未来的众议院议长尚普·克拉克（Champ Clark）表示，针对南方邦联的成见还未散去，所以布兰德等南方州候选人绝无胜算，博伊斯的名望还远远不足以拿到提名，其他候选人都没有足够支持，只有布莱恩能入选。
科莱塔如此总结布莱恩打下的基础是如何克服提名路上难题：
布莱恩花费15个月宣传自由铸造银币，培养与芝加哥大会代表的良好关系，这些投入为他带来最丰厚的回报。与他有私交的代表比其他候选人都多……而且他一直密切关注自己的策略。布莱恩宣布争取党派提名意向时，的确有人像威利斯·阿伯特（Willis J. Abbot）一样质疑他是否脑子有问题：这就种看上去还只是孩子、尚未获得大会承认，也没有任何州在背后支持的人怎么可能拿到提名？布莱恩告诉阿伯特，答案很简单——他准备的演讲将引爆会场。

布莱恩住在中等档次的克利夫顿家园酒店，与豪华的帕尔默家园酒店毗邻。克利夫顿之家酒店外挂出大型横幅宣示内布拉斯加州代表团总部在此，布莱恩的竞选活动就在代表所住房间主持，但横幅上没有提及。主要候选人的总部设在帕尔默家园酒店，房间供应免费酒水，经常人满为患。芝加哥体育馆位于芝加哥“禁酒”区，但两家酒店不同。
民主黨全國委員會在大会开幕前初步确定哪些代表与会，开幕且资格委员会公布报告后，各代表再投票决定最终人选。民主党全国委员会推举的内布拉斯加州代表团倾向支持金本位，并推荐纽约州联邦参议员戴维·希尔（David B. Hill）任大会临时主席，两项决定都是以27票赞成，23票反对通过。委员会宣布内布拉斯加代表团人选时布莱恩就在现场，报道称他对结果“有些意外”。委员会的决定意味着会议开幕时布莱恩不是代表，没有资格担任临时主席，更不可能发表大会主题演讲，所以他需要另找机遇在会上演说。巴恩斯认为民主党全国委员会的表决结果无关紧要，7月7日大会开幕后马上推举支持自由铸造银币的弗吉尼亚州联邦参议员约翰·丹尼尔（John W. Daniel）任临时主席，同时指定委员会重新检视与会代表资格，而且这次更倾向金银副本位立场。
大会在资格委员会商讨期间继续，但现场颇为混乱。许多支持自由铸造银币的代表还是第一次参加全国大会，对会议程序很陌生。决议委员会（又称党纲委员会）打算推举加利福尼亚州联邦参议员斯蒂芬·怀特（Stephen M. White）任主席，但他已经入选大会常任主席。金银复本位派普遍支持布莱恩竞争大会常任主席，但常设组织委员会部分西部代表反对，自称想支持布莱恩提名总统候选人（当时的传统是大会主席不争夺党派总统候选人提名）。

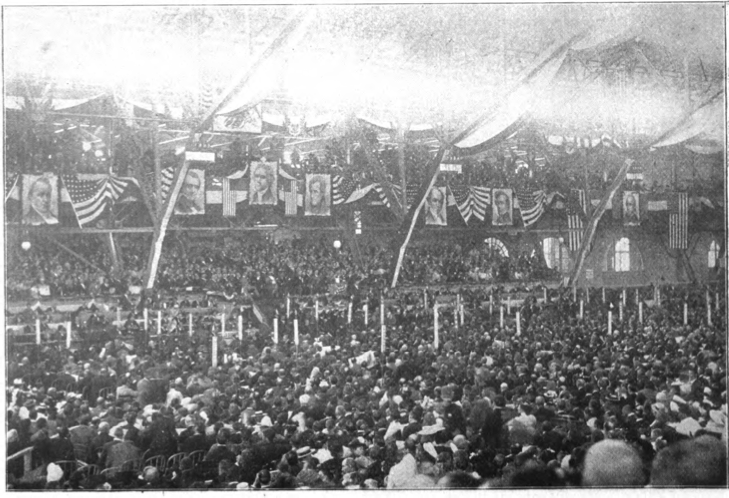
1896年民主党全国大会

大会代表前两天花费大部分时间聆听自由铸造银币支持者演说，7月8日资格委员会发布首份报告建议布莱恩入选大会代表，这对金银复本位派代表而言意义重大：布莱恩曾致信大量代表，敦促他们支持自由铸造银币的倡导者，不要把票投给金本位派系；他与其他内布拉斯加州代表抵达芝加哥后又与许多代表见面商议。大会以口头表决同意白银派内布拉斯加州代表入选，布莱恩等人数分钟后在乐队陪同下走进会场。这些代表不久后似乎觉得无聊，大声要求布莱恩上台演讲，但他此时不在现场。
布莱恩当选代表后前往帕尔默家园酒店加入党纲委员会，取代内布拉斯加州金本位派代表。大会提出的党纲倾向支持自由铸造银币，希尔提出支持金本位的修正案但被委员会投票否决。希尔拒绝放弃，坚持要让全体大会表决修正案，委员会经过讨论决定希尔代表金本位派，布莱恩代表金银副本位派辩论，双方各有75分钟时间。支持自由铸造银币的南卡罗来纳州联邦参议员本杰明·蒂尔曼（Benjamin Tillman）要求给他一小时作结辩陈词，但希尔和布莱恩都反对结辩陈词花费这么长时间，蒂尔曼于是同意50分钟开场陈词，结辩陈词交给布莱恩，限时25分钟。布莱恩事后询问党纲委员会主席、阿肯色州联邦参议员詹姆斯·琼斯（James K. Jones），为什么会把党纲结辩这么重要的事交给他，琼斯回答有三方面原因：首先，布莱恩长期倡导自由铸造银币；其次，与会的主要演说家只有布莱恩还没向大会演讲；第三，琼斯本人当时喉咙痛。布莱恩当晚与夫人和朋友一起吃饭，看到博伊斯与布兰德支持者的热烈表现后他说：“这帮人肯定不知道，明晚他们就会这样为我欢呼”。

### 演讲

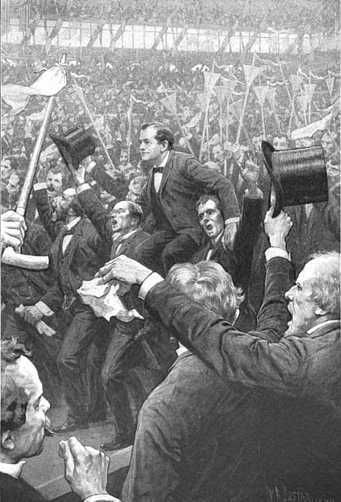
大会代表把刚刚发表黃金十字架演讲的布莱恩扛上肩头

1896年7月9日早上，成千上成的市民在体育馆外等候，想旁听党纲辩论。坐席很快挤满人，大会代表要从遥远的酒店赶来，而且还因前两天的疲劳放慢脚步所以姗姗来迟。会议原计划上午9点开始，但10点45分主席怀特才宣布就绪。布莱恩同样迟到，入场时会场乐队以曲目向他致敬，然后继续演奏爱尔兰风格混合旋律。怀特宣布会议开始后把木槌移交参议员琼斯，后者宣读的党纲迎来白银派代表热烈鼓掌，金本位派代表报以嘘声；随后少数派的报告情况相反。
脾气火暴的蒂尔曼参议员扛着干草叉上台拉开辩论序幕，他是除布莱恩以外唯一支持自由铸造银币的演讲人，把货币问题描绘成本位主义议题，代表南方和西部贫苦民众与纽约和东北部其他地区金本位支持者的对抗。如此观点即便支持金银复本位的代表都听不下去，他们觉得自由铸造银币应该是富于爱国情怀的民族议题。现场气氛令琼斯感觉有必要花五分钟讲话，金本位派系同意，琼斯声称自由铸造银币已经超越地方立场界限。下一个上台演讲的是金本位派系主要演讲人、纽约参议员希尔，两派代表都安静下来听他讲话。接下来威斯康星州联邦参议员威廉·维拉斯（William Vilas）和前马萨诸塞州州长威廉·罗素（William Russell）先后上台，两人的演讲都支持金本位，有可能因此改变少量选票结果。现场只剩布莱恩尚未演讲，从大会召开到此时，还没有谁行之有效地推动自由铸造银币运动。《纽约时报》写道：
没有哪个演说家遇过布莱恩此时这般幸运的局面，少数派刚刚占据上风，大多数人正因自由铸造银币运动的领军人物蒂尔曼受挫备感失落……少数派已经站稳脚跟，多数派感到无力招架并为此深感沮丧和羞辱。
据在场见证布莱恩演讲的作家埃德加·李·马斯特斯回忆，“我突然看到有人从代表席位起身，带着拳击手般的敏捷迅速走上演讲台。他身材偏瘦、高大、皮肤偏白、头发乌黑，鼻子很尖”。布莱恩身上的羊驼毛西服在林肯及西部远比芝加哥常见，内布拉斯加代表团在他上台时挥动红色手帕。布莱恩站上台时现场有人大声欢呼，他用整整一分钟才令现场安静下来。布莱恩开始演讲：

按实力我实在无法与各位刚才聆听的尊贵先生们相比，但这不是人与人的较量。全世界最卑微的人民只要身着大义盔甲，就比一切谬误更加强大。我谨在此为捍卫与自由同样神圣的人格事业向您诉说。
布莱恩首先奠定演讲基调和主题，事实证明他的竞选核心论点是：自由铸造银币关系所有人的福祉。为他立传的迈克尔·卡赞（Michael Kazin）指出：“布莱恩自认是在为始于天神而且没有任何平息迹象的庞大冲突贡献力量”。他从一开始就牢牢把握听众情绪，每说完一句大家就会起立欢呼，然后安静下来等待下一句。布莱恩事后表示，演说现场就像训练有素的合唱团。他驳斥东部企业家和商人赞成金本位的论点：
你们对商人的定义过于狭隘。拿工资的雇员和雇主一样是商人，乡镇律师与大都市的企业律师一样是商人，路边小店业主和纽约商家一样是商人；从春到夏整日劳作的农民，无论从事脑力还是体力劳动、利用国家资源创造财富的人民，都和那些在贸易委员会上班、拿谷物价格押注获利者一样是商人；上天入地的矿工挖出深藏矿井的贵金属，把它们送入交易市场，他们和少数在后院就能垄断世界钱财的金融大亨一样是商人。我们便是在此讨论这广义上的商人。
演讲大部分内容都曾在布莱恩过去的讲话出现，但上述“广义商人”的论点例外，只在共和党大会采访时有过暗示。布莱恩始终认为，黃金十字架演讲是以最后结论名扬天下，但“广义商人”才是此次演说最强有力的论点。针对维拉斯参议员所言白银民粹分子得势可能催生罗伯斯庇尔式暴君的说法布莱恩表示，人民有能力阻止暴君崛起，还称“我们需要安德鲁·杰克逊，因为他旨在抗击财富有组织的侵略”。他还称：
民主党应该为哪一方而战？是“闲置资本持有人”还是“挣扎求生的群众”？这是我党必须第一时间回答的问题，接下来每个人都不能回避。正如党纲所言，民主党站在挣扎求生的群众一边，他们始终是党的基础。
演讲在结尾达到高潮，布莱恩因此青史留名：
我们身后有全国乃至全世界的劳动人民，有各地商业、劳工阶层的支持，我们会满足他们的要求反抗金本位：你不能把荆棘王冠强压到劳动人民头上，更不能把人类钉上黃金十字架。
布莱恩在演讲最后把手放到头上，伸出手指模仿荆棘王冠，体育馆内鸦雀无声，他伸出双臂模仿耶穌被釘十字架的姿势和话语并保持数秒，然后放下手臂，在静默中走回座位。
据布莱恩回忆，当时的寂静令他“非常痛苦”，担心演讲可能失败乃至势得其反，但现场马上群情沸腾。《紐約世界報》称：“会场地板似乎都在抽动，所有人好像都在一瞬间疯了。”激动的群众把布莱恩扛上肩头游行约半小时，支持者在周围欢呼。男男女女把帽子向天上抛，根本不在乎可能掉到地上。代表们大声疾呼要求马上开始投票提名布莱恩，但他拒绝考虑，认为如果演讲的成效连一夜都坚持不到，那就根本不可能持续到11月选举日。布莱恩离开会场，在酒店等待结果。面对陷入疯狂的群众，支持布兰德的阿尔特吉尔德对朋友和律师克拉倫斯·丹諾说：“这是我听过最伟大的演讲。我也说不准，但他应该会赢得提名”。

### 提名
大会恢复秩序后通过党纲，投票否决少数派报告和支持克利夫兰的决议，接下来休会数小时到晚上八点开始提名演讲。《波士頓環球報称布莱恩“把自己关在市中心克利夫顿家园酒店的四面墙内，没人看到他兴奋潮红的脸色。黑马正享受希望与政治机遇交汇的稻草盛宴，蓄势待发。”时间苍促，布莱恩没有安排正式提名演说。乔治亚州代表亨利·刘易斯（Henry Lewis）提名他的消息传到酒店时，布莱恩还颇感意外，他本以为会是堪萨斯州代表提名。密苏里州联邦参议员乔治·韦斯特（George Vest）提名布兰德，但演讲的声音被群众喊声淹没：“布莱恩、布莱恩、WJ布莱恩”。
大会7月10日（布莱恩演讲次日）举行总统候选人提名投票，需三分之二多数才能胜出。布莱恩留在酒店但要求其他内布拉斯加州代表：“一定不要与任何人承诺利益交换，不能给予任何代表违反州级大会指令的特权。我们的代表鼓掌时不要过于突出，公平对待所有候选人。”布莱恩在首轮以137票排第二，其中大部分是内布拉斯加州及四个南方州所投，仅次于235票的布兰德；博伊斯以67票排第四，对投票过程始终没有显著影响。布兰德在第二和第三轮投票继续领先，但第四轮现场发生重大变动，领先的变成布莱恩。伊利诺伊州代表团采取赢家通吃原则，候选人得到该州多数代表支持就等于拿到全部选票。伊利诺伊州代表团在第四轮投票时只有州长阿尔特吉尔德和另外一人继续支持布兰德，其他代表全部转投布莱恩，后者因此拿到该州48票，离所需三分之二多数仅一步之遥。第五轮投票时又有其他州加入阵线，布莱恩终获民主党提名。
布莱恩的酒店房间人满为患，无数人前往祝贺，警察全力阻挡仍无济于事。布莱恩笑称：“我明明记得没几个朋友，现在看来倒挺多嘛”。他把竞选搭档交由大会决定，代表选中缅因州造船商 亚瑟·塞沃尔（Arthur Sewall）。塞沃尔在民主党政坛非常活跃，属于东部少数支持自由铸造银币的党派领导人，而且他很有钱，对竞选融资助力很大，还能从地理角度令民主党人选更显平衡。历史学家斯坦利·琼斯（Stanley Jones）聚焦1896年大选的著作指出：旨在吸引南方和西部劳苦大众的竞选却让缅因州资本家占据领导地位，其中逻辑回过头来看的确不可思议。没有任何支持金本位的代表把票投给布莱恩或塞沃尔，其中大部分甚至拒绝投票。面对金本位派系将另组政党的传言参议员希尔表示：“会前我是民主党人，会后也是——非常坚定”。

## 普选竞选

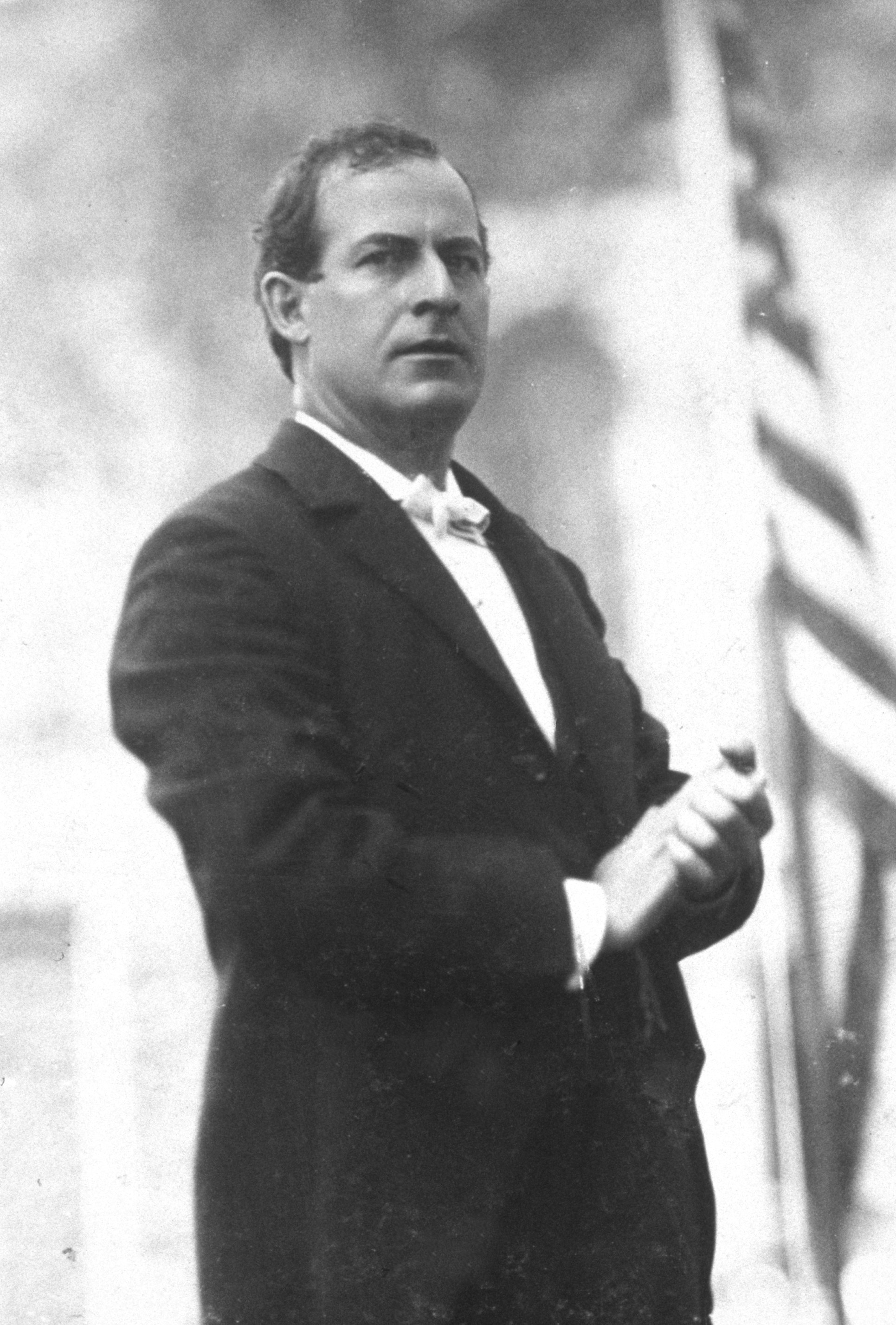
1896年竞选期间的布莱恩

众多民主党实权人士谴责大会提名布莱恩。克利夫兰对大会否定总统及其政策深感震惊，决定不公开支持党派人选，要么表态支持麦金莱，要么公开和民主党少数派系提名的候选人站队。金本位派民主党人经过计划在九月另行召开提名大会，克利夫兰众多支持者谴责布莱恩是信仰社会主义的狂热分子，不是真正的民主党人，靠煽动获得提名。纽约坦慕尼协会等民主党政治机器决定无视全国大会结果，专心推举地方和国会席位。大量民主党传统报纸拒绝支持布莱恩，其中包括全国发行量以80万份排在第一的《紐約世界報》，还有费城、底特律、布鲁克林等地主要日报。南方报纸紧跟布莱恩，麦金莱空有南方绝大多数非裔美国人支持，但这些人基本不能投票。西部州倾向自由铸造银币，报纸大多支持其他党派，如科罗拉多州丹佛支持人民党的《落基山新闻报》（Rocky Mountain News）、犹他州支持共和党的《盐湖论坛报》（The Salt Lake Tribune），但很快就表态支持横空出世的布莱恩。
麦金莱六月拿到提名后，手下竞选团队认为选举的核心议题是保护关税。芝加哥银行家查尔斯·盖茨·道威斯是麦金莱的顾问，在林肯生活期间结识布莱恩，他向麦金莱及其老友兼竞选经理马克·汉纳预测，只要有机会在党派全国大会演讲，布莱恩就能拿下提名。麦金莱和汉纳不以为然，称布兰德才是民主党人选。麦金莱在民主党大会召开前的三个星期只谈过关税问题，新闻工作者穆拉特·霍尔斯特德（Murat Halstead）从芝加哥致电麦金莱告知民主党提名人选，后者不置可否并挂上电话。民主党提名布莱恩并通过支持自由铸造银币的党纲后，共和党人一度松了口气，认为麦金莱能轻松取胜。
共和党人的自信无法阻挡布莱恩获提名在全美引起极大反响，他立足自由铸造银币的繁荣经济计划引起美国人民强烈共鸣，麦金莱倡导的保护关税根本无法相比。众多共和党领导人在外避暑，满以为选战要到秋季才达到他们所在层面。布莱恩在芝加哥大会后很快赢得人民党支持，他宣布要以前所未有的规模在全国巡回竞选，许多共和党必夺重镇呈现极其强烈的白银派系情绪，麦金莱的党派面临重大挑战。

### 人民党提名
人民党1896年的策略是提名最支持自由铸造银币的候选人。党派领袖准确预测共和党不会提名如此人选，希望民主党要么不在党纲支持自由铸造银币，如果支持就不要提名强烈倾向白银派的候选人。布莱恩过去在白银议题的立场对人民党构成严峻挑战，他们要么支持布莱恩，面对党派沦为民主党附属的风险，要么提名其他人选，导致支持自由铸造银币的选票分散，麦金莱渔翁得利。斯坦利·琼斯指出，民主党在芝加哥支持自由铸造银币和布莱恩，促使人民党山崩瓦解，1896年后该党再也算不上国家级政治力量。

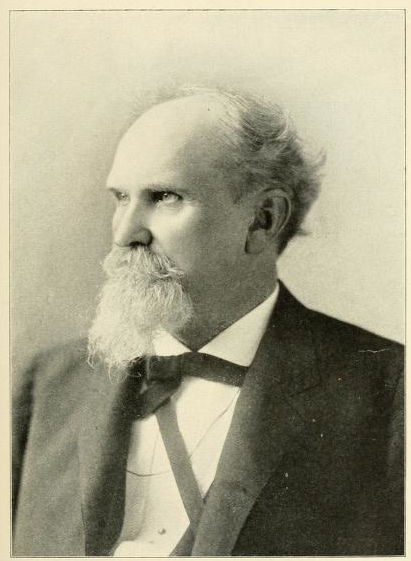
民主黨全國委員會主席、阿肯色州参议员詹姆斯·琼斯担任布莱恩的竞选经理

人民党在七月召开全国大会前内部就无法达成一致。前人民党科罗拉多州州长戴维斯·韦特（Davis H. Waite）致信前联邦众议员伊格纳修斯·唐纳利（Ignatius Donnelly），称民主党已经脚踏实地，“提名忠于党纲的真正好人，我当然支持他”。人民党堪萨斯州联邦众议员杰里·辛普森（Jerry Simpson）写道：“我不在乎党派叫什么名字。我们追求的是实质，威廉·布莱恩就是符合实质的人选”。布莱恩对自由铸造银币问题的立场与大部分人民党员八九不离十，在他们看来，布莱恩当选就是实现改革目标的最快途径。圣路易斯举办的人民党全国大会大部分代表都把票投给布莱恩，但许多人无法接受大企业主和富翁塞沃尔，觉得有必要另行提名副总统人选，确保人民党诉求不致在竞选期间泯灭。他们提名布莱恩竞选总统，乔治亚州的托马斯·沃森（Thomas E. Watson）争夺副总统位置，有些人还希望布莱恩排除塞沃尔，但这只是一厢情愿。负责布莱恩竞选活动的新任民主党全国委员会主席詹姆斯·琼斯表示：“塞沃尔先生无疑还是副总统人选，沃森先生他爱咋咋的。”
历史学家哈尔·威廉姆斯（R. Hal Williams）在介绍1896年大选的著作表示，人民党的提名对布莱恩没什么好处，该党大部分选民本来就会把票投给他，整个党派的表态支持反而给予对手借口攻讦布莱恩及其支持者是极端分子。威廉姆斯还称，副总统人选的变动导致选民担心布莱恩胜出会引来局势动荡，故转投麦金莱怀抱。人民党领袖亨利·德马斯特·劳埃德（Henry Demarest Lloyd）声称，自由铸造银币就像人民党的“牛鹂”，把其他议题都推到一边。基本由前共和党人组成的国家白银党也在圣路易斯举办全国大会，他们马上公开表态支持布莱恩和塞沃尔，并号召所有支持自由铸造白银的势力团结在两人背后。

### 纽约之行
芝加哥大会结束后，布莱恩以凯旋姿态返回林肯并沿途演讲。他在家短暂休息，詹姆斯·琼斯很快上门商议竞选计划。布莱恩对竞选组织不感兴趣，只需要民主党全国委员会提供火车全国巡回竞选所需资金。事实证明他的竞选缺乏组织：琼斯还是首次主持全国竞选，各州党组织要么是刚刚掌权的白银派新手，要是么完全对党派提名人选不管不问的金本位派系。面对资金不足、缺乏组织、新闻媒体充满敌视的局面，布莱恩本人便是竞选活动最重要的资产，他打算直接奔赴全国各地与选民交流。斯坦利·琼斯的著作指出：“布莱恩自信能凭一己之力向人民传达自由铸造银币主张，为党派赢得大选”。

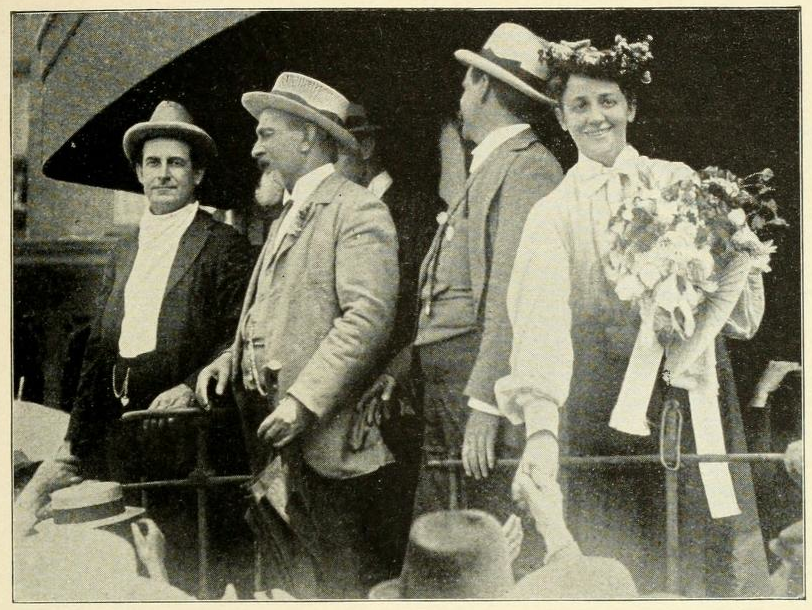
1896年8月10日，前往纽约发表接受提名演讲的布莱恩（左）和夫人玛丽经过俄亥俄州克雷斯特莱思

布莱恩计划8月12日在纽约麦迪逊广场花园正式接受提名，他提前五天乘火车离开林肯，沿途演讲38次，在时就穿阗睡衣在轨道旁讲话。俄亥俄州坎顿是麦金莱的故乡,布莱恩在此演说时按捺不住冲动随布兰德一起前去拜访，共和党候选人和夫人虽有些惊讶，但还是热情招待两人，威廉姆斯称当时局面“无疑很怪异”。8月12日的纽约非常炎热，更不用说麦迪逊广场花园拥挤的群众。密苏里州州长、通知委员会主席威廉·斯通（William J. Stone）发表的演说十分冗长，群众把他哄下台，要求“普拉特男孩演说家”讲话。布莱恩希望自身形象更有政治家派头，在炎炎烈日下宣读长达两小时的稿件，担心要是没有手稿，媒体可能会曲解他的话，这令许多人非常失望，不少人在他讲完前便已离场。
布莱恩在紐約上州停留数天并与希尔共进晚餐，但两人没有谈论政治。布莱恩随后乘火车迂回返乡，劳动节当天还在芝加哥演讲，把自由铸造银币诉求扩大到监管企业。据斯坦利·琼斯记载：
纽约返回林肯这段旅程是布莱恩竞选活动的高峰，他一路上得到充分休息。深入“敌占区”后他返回自家地盘。无论火车走到哪里，附近农场和村落都有人赶来向他挥手并大声鼓励。无论是非经预演的火车站台亮相还是正式演说，群众热忱都很真诚极富感染力。空气中似乎弥散胜利的气息，如果此时投票布莱恩很可能取胜。

### 汽笛之旅

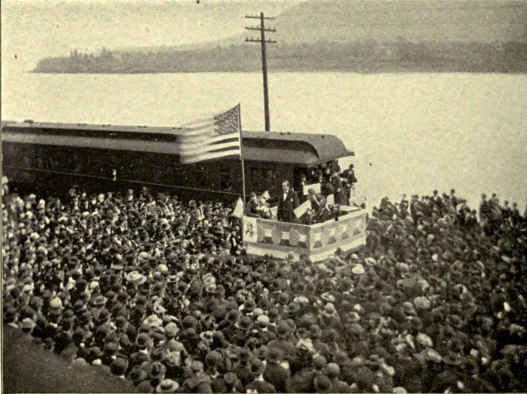
1896年大选期间布莱恩的汽笛之旅规模史无前例，上图是他在俄亥俄州威尔斯维尔演说

布莱恩计划开展艰苦的火车之旅，直接向人民传达诉求。汉纳及其他顾问敦促麦金莱效仿，但共和党候选人拒绝向布莱恩看齐，认为民主党候选人演讲能力更强，自己就算到各地竞选，布莱恩也能想到更加艰苦的手段抢戏。麦金莱决定采用前门廊竞选策略，留在家中向来访代表团发表精雕细琢的演讲。坎顿的热狗摊贩和纪念品经销商如获至宝，及时扩大业务满足市场需求。汉纳在此期间从商人手中筹得数以百万计的经费，聘请演说家就货币问题四处演讲，并向全美投入数以亿计的宣传册。民主党资金匮乏，请不起多少演说家，出版物也很有限。布莱恩的支持者在1896年大选期间最多筹得50万美元，麦金莱阵营至少350万美元。出版商威廉·赫斯特是布莱恩非常重要的支持者，不但直接赞助经费，旗下报纸也发表对他有利的报导。
1896年9月11日，布莱恩踏上火车旅程并持续到11月1日（两天后便是选举日）。起初他与普遍民众一起乘车，根据火车时刻表自定行程，甚至亲自扛包从火车站前往旅店。人民党官员声称布莱恩筋疲力尽，民主党全国委员会十月上旬购买私人车厢，并聘请北卡罗来纳州新闻工作者约瑟夫斯·丹尼尔斯安排行程。车厢名叫“懒人号”，布莱恩觉得路上这么辛苦，配上这名儿实在不合适。玛丽·布莱恩九月下旬开始伴同丈夫上路，夫妻二人在“懒人号”上终于能稍微自在点儿地吃饭和休息。

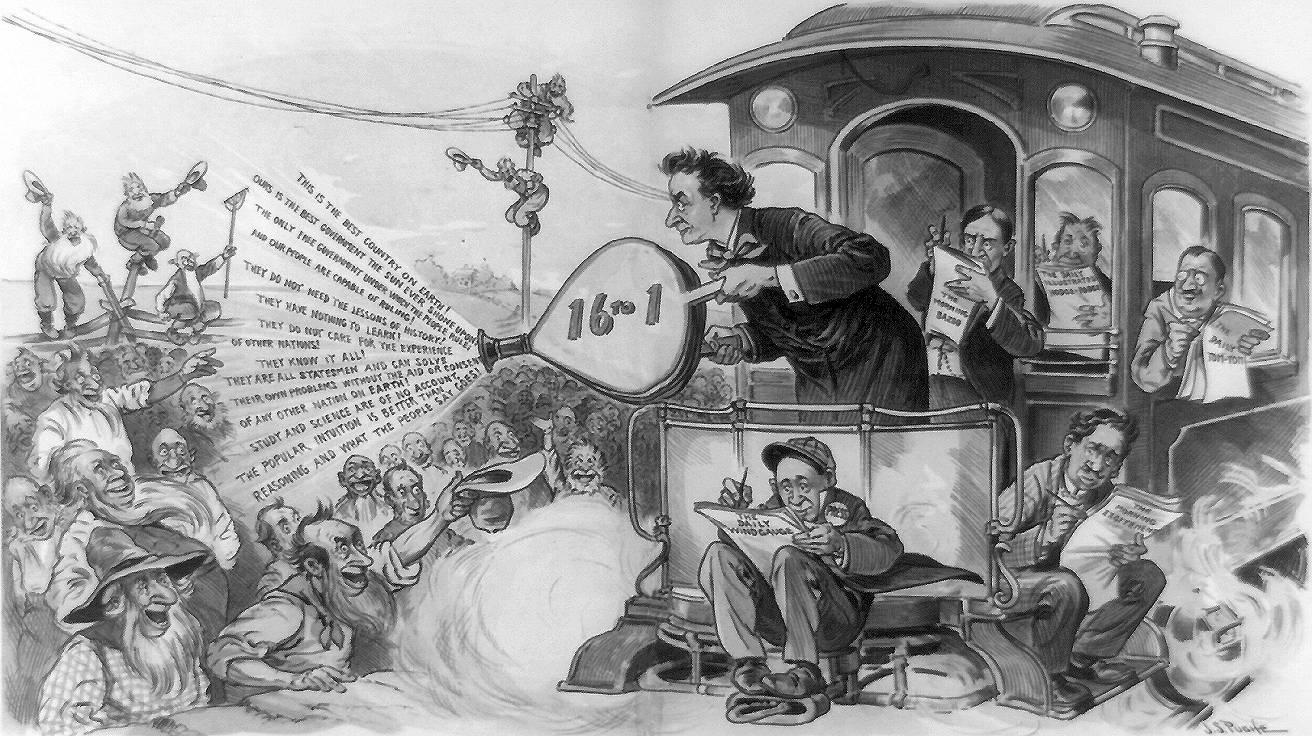
《帕克》杂志漫画嘲笑布莱恩的汽笛之旅

布莱恩一路上基本只针对自由铸造银币问题演说，同时尽量让演说能够反映当地问题和利益。除礼拜日不竞选外，他每天通常演讲20到30场，群众往往在布莱恩抵达前数小时乃至数天便已聚集。载着“懒人号”的火车从上一站走出不远就要暂停，地方名流欢迎布莱恩到来，随后他简短演讲宣传自由铸造银币，呼吁人民夺回政府控制权。群众早已熟知他的立场，所以简短的演讲不致令人不快。他们前来只是想亲眼看到他，听听威廉·詹宁斯·布莱恩的演讲，有听众告诉布莱恩，自称看过他所有的演讲，这次为听现场演说还赶了80公里：“要我不是共和党人肯定把票投给你。”经过短暂休整，与众多人士握手后，火车再度启程走向下一站。
全美各地选民对竞选活动兴致浓厚，细心查看洪水般涌现的宣传册，两党演说家都被热情听众包围。内布拉斯加州奥尼尔居民亚瑟·马伦（Arthur F. Mullen）写道：
从早到晚，奥尼尔的政治争论此起彼伏。镇上为七月四日的野餐和舞会建起弓箭场，通常活动过后就会拆除，但1896年这里留做论坛，男男女女夜以继日地赶来见面，谈论七三年的罪行、金本位的谬误、金银复本位和国际共识、关税弊端、马克·汉纳的钱袋、麦金莱的前门廊竞选活动。他们阅读哈维的《硬币金融学校》，并和朋友乃至对头分享……如果没法赶去现场聆听，他们就宣读布莱恩的演讲词。
布莱恩极少强调除自由铸造银币以外的议题，以免得罪对其他问题态度差异极大的支持者。他偶尔谈到其他话题，如十月在底特律演讲时反对联邦最高法院裁定联邦所得税违宪。他承诺对抗托拉斯，推动国会制订更严格的法律，如果最高法院裁定违宪就推动宪法修正案。威廉姆斯指出，1896年布莱恩的“政治竞选已成美国传奇”，他走访27个州（共45个），行程约2.9万公里，估计演讲六百场，听众人数约五百万。

### 抨击金本位派民主党人，最后冲刺

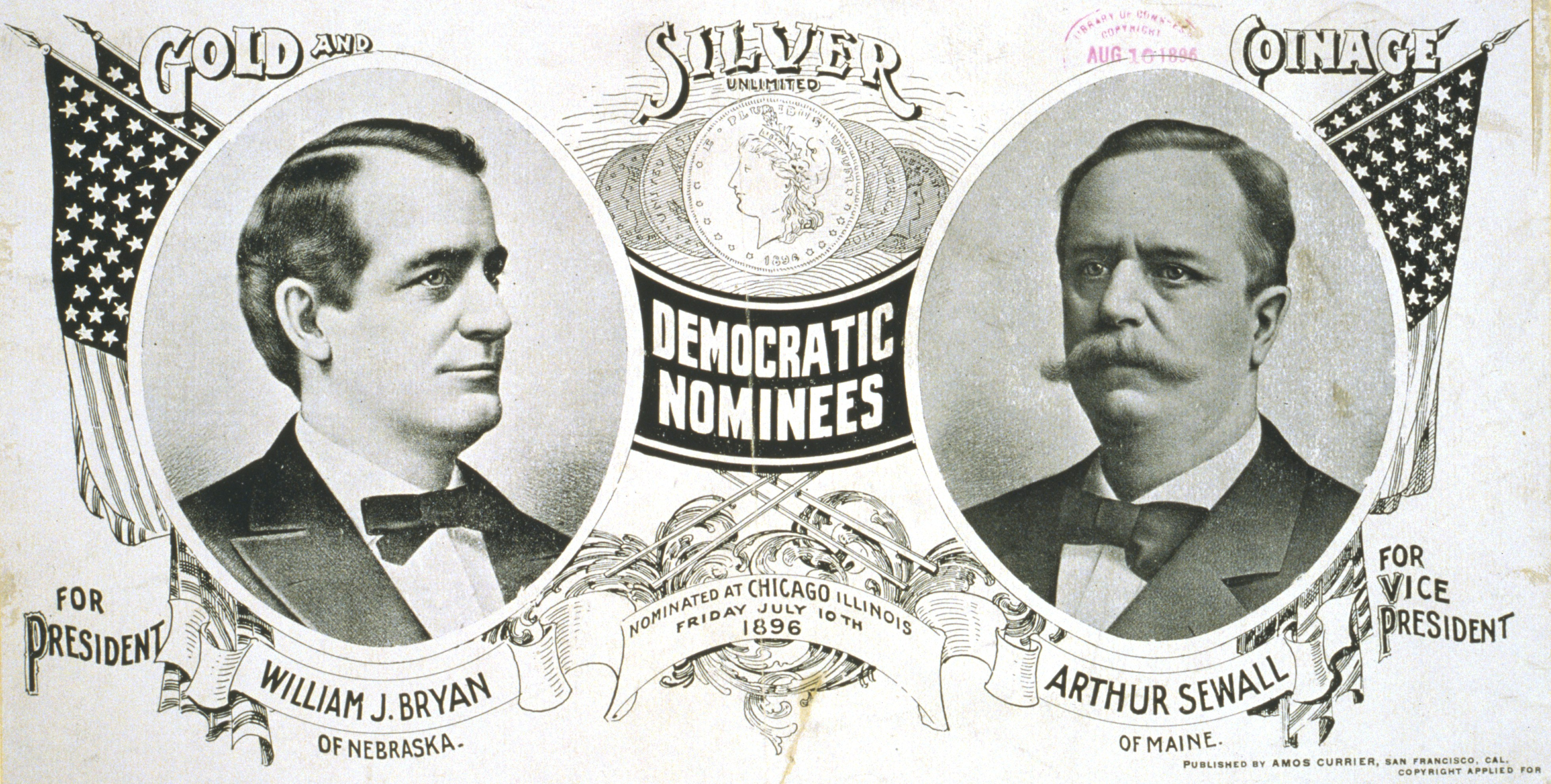
布莱恩－塞沃尔竞选海报

共和党报纸宣称布莱恩是阿尔特吉尔德的棋子，后者赦免干草市场爆炸案幸存定罪案犯之举倍受争议。还有报纸质疑布莱恩身为民主党人却支持人民党的民粹主张。9月27日，《纽约时报》刊登某“知名精神病专家”来信，自称分析布莱恩的演讲内容得出结论：他疯了。该报还在同版发表社论，宣称民主党候选人即使没疯也至少“心智不全”。布莱恩对大部分人身攻击不置一词，在自述1896年大选时轻描淡写。共和党报纸和演说家声称布莱恩的竞选活动耗费巨大，是白银利益集团赞助。如此说法毫无根据，正逢艰难时期的矿业根本没几个钱能捐给布莱恩。布莱恩后来引述詹姆斯·琼斯信中的话：“不管钱有多少，贡献又是多么不起眼，让自由与民族荣誉的朋友为正义事业尽力而为”。
金本位派民主党九月在印第安纳波利斯召开提名大会，大部分代表忠于克利夫兰，想提名他连任，但总统明确表示不会参选，内阁成员也是如此。金本位派民主党的支持者都觉得毫无胜算，只打算代表金本位派系发声，分散党派选票，确保布莱恩落败。大会最后提名非常想参加大选的帕尔默参议员竞选总统，副总统候选人是肯塔基州的西蒙·玻利瓦尔·巴克纳。帕尔默已经79岁高龄，曾是联邦军将领；巴克纳73岁，曾是邦联军将领，两人年龄总和创下美国大选史上新纪录，帕尔默是史上第二年长的总统候选人，仅次于1876年的绿背党人选彼得·库珀（Peter Cooper），布莱恩刷新史上最年轻的总统候选人纪录。金本位派民主党获得汉纳等共和党人大笔赞助。事实证明帕尔默的竞选功底完全达标，他到访东部大部分大城市，竞选最后几周还告诉观众：“如果下周四你们决定把票投给威廉·麦金莱，我觉得这也没啥关系”。

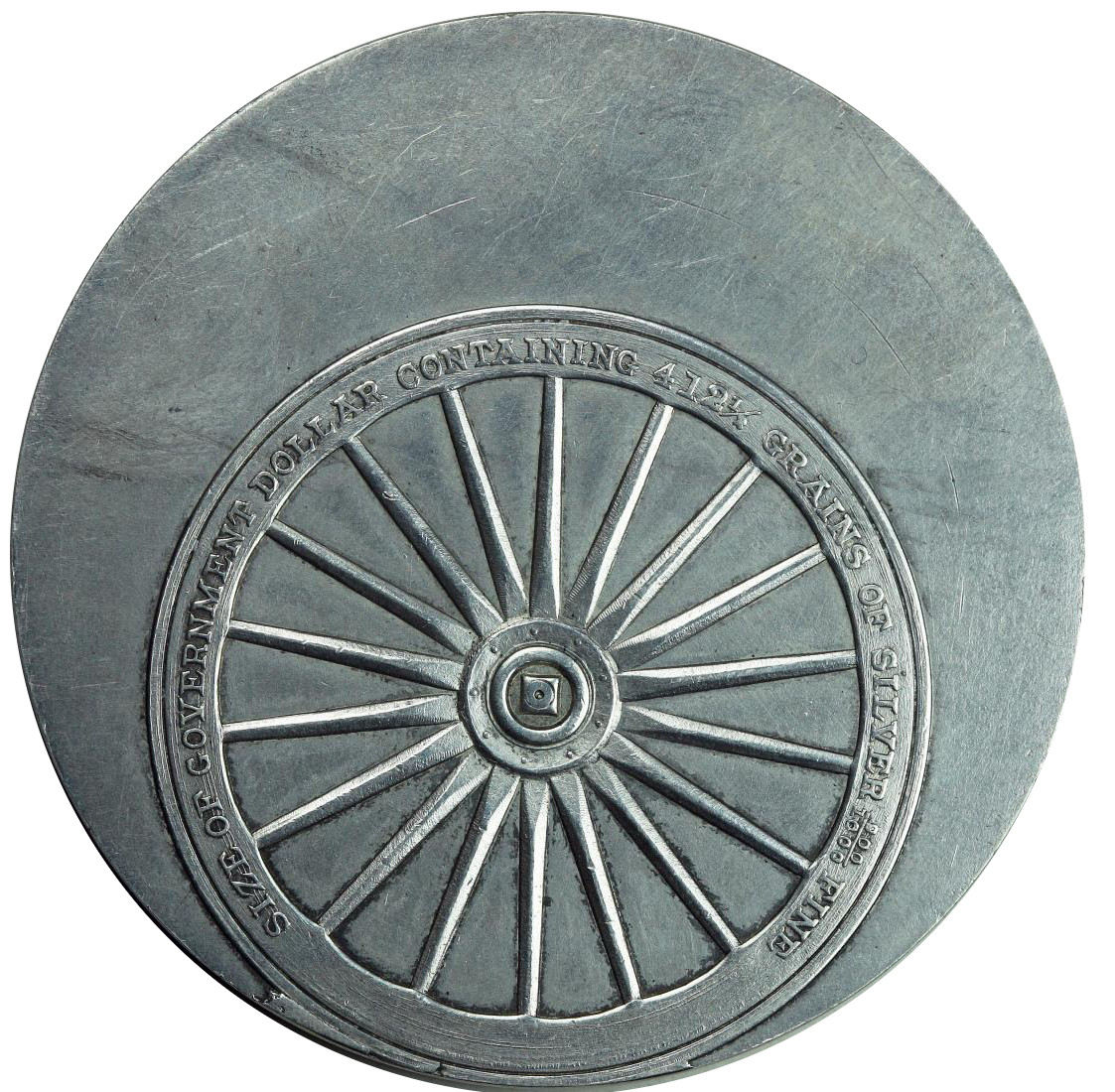
对手发布的“布莱恩银元”，直观呈现一美元银币和一美元能买到的白银到底差多少

南方和西部大部分州是布莱恩的稳定票仓。九月缅因州和佛蒙特州的早期投票显示共和党占显著优势，由此推算东北部很可能是麦金莱的地盘。如此局面下，中西部就是总统宝座争夺战的关键战场。布莱恩十月大部分时间都在中西部，他火车行程的最后250站有160在中西部。早期共和党民调结果显示布莱恩在中西部关键州领先，甚至包括麦金莱出身的俄亥俄州，于是共和党的宣传大战就集中在这些州。宣传战九月已见成效，支持自由铸造银币的一方优势缩减。摩根指出，共和党组织全面、党派内部和谐，竞选活动以印刷品和口头宣传为主，效果远远超出布莱恩的演讲。共和党从九月开始注重关税问题，随着11月3日选举日临近，他们对胜利充满信心。
布莱恩夫妇11月1日回到林肯，距选举日还剩两天，但他的竞选活动尚未结束。11月2日，他乘火车在内布拉斯加州各地为民主党国会候选人摇旗呐喊，共演讲27场，其中奥马哈七场，最后一场结束时已近午夜。火车在投票开始后抵达林肯，他从火车站前往投票站，然后在拥护者陪同下回家。选举日当晚布莱恩基本在睡觉，夫人拿着电报叫醒他，告知选举结果十有八九是输了。

### 选举

1896年大选结果，红色代表麦金莱获胜，蓝色是布莱恩占优，数字代表该州选举人票数

按今日标准，1896年大选结果差距很小，但按当时情况相反，过去20年每次大选结果双方都很接近。麦金莱共获710万票，布莱恩650万，分别占51%和47%。选举人票差别显著，共和党271票，民主党176票。全国区域差别显著，东部和中西部归麦金莱，南方和落基山区各州归布莱恩。共和党在马里兰、西弗吉尼亚和肯塔基这些边界州有优势。布莱恩声称大批雇主恐吓雇员投票支持共和党，但威廉姆斯指出，要不是南方非裔美国人被剥夺选举权，民主党还要输得更惨。帕尔默的普选票数不足1%，在肯塔基州得票数超过麦金莱在该州的优势。明尼苏达州因选票混乱导致1.5万票无效，可能是共和党在该州胜出的重要原因。
大部分地区的乡村选民比城镇人口更青睐布莱恩，他在南方都拿到59%的农村选票，城镇选民得票率44%，南方整体得票率57%。民主党仅在新英格蘭和落基山区所获城镇选票比例超过农村，但都不足以改变结果，布莱恩在新英格兰整体得票27%，他拿下落基山区88%的城市选票，城市以外地区81%。内布拉斯卡州的城镇选民最后大部分选择麦金莱，支持他的城市大多是金融或制造业中心。这其中的重要原因是当时或过去的农业中心往往就在铁路沿线，大都支持布莱恩。民主党靠忠实的爱尔兰裔选民保住东部城市控制权，自由铸造银币问题导致本是铁杆民主党的德裔选民分道扬镳，是布莱恩输掉中西部的重要原因。斯坦利·琼斯表示：“唯一的结论是，布莱恩的竞选强调以16比1的价值比自由铸造银币，这还无法赢得城市工薪阶层认可。”
11月5日，布莱恩向麦金莱发出贺电，是美国史上首位失利后向胜方发贺电的总统候选人：琼斯参议员刚刚告诉我结果表明您已当选，我想尽快祝贺您。我们已经把议题上交美国人民，他们的意志就是法律。1896年末，布莱恩出版回忆著作《第一战：1896年竞选的故事》，书中明确表示这只是第一战，不是最后一战：“我们身为正义一方就一定能胜利”。

## 评估和影响

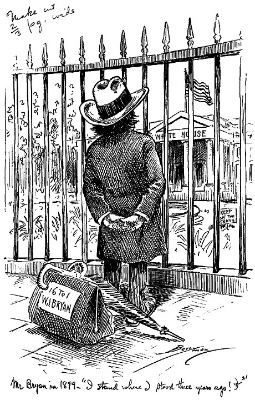
漫画显示布莱恩站在栅栏外看向白宫

卡赞指出，布莱恩在1896年大选遇到重重困难：“民主党执政期间发生严重经济衰退，富人和全国知名人物纷纷抛弃党派，最具实力的出版商、学者和神职人员强烈反对，全国最大的雇主（指联邦政府）也对他充满敌意”。在卡赞看来，“真正了不起的地方在于，布莱恩虽然落败，但他已经尽可能接近成功”。威廉姆斯认为，民主党提名其他人选也绝不可能比布莱恩表现更好：“身为分裂且信誉扫地党派的提名人，他与胜利的差距之小已经非常了不起”。布莱恩本人对此次失利的解释很简短：“我为格罗弗·克利夫兰背黑锅”。
布莱恩虽败犹荣，但此役对民主党打击极大。学界普遍认为1896年大选属政党重组选举，投票格局大变并打破政治平衡。支持麦金莱的选民除中产和富裕阶层外，还包括城市劳工与富农，这些选民之后数十年间都基本忠于共和党，该党持续执政到20世纪30年代。此次大选还标志着政治家对城镇选民的关注开始超过农村选民，斯坦利·琼斯对此表示，面对新时代选民带来的希望和恐惧，民主党的反应远不如共和党敏感。这在关税问题上表现显著：布莱恩基本不讨论，认为关税已由财政问题囊括；共和党强调保护关税能让制作业受益，这无疑深得城镇工人民心，民主党对此基本不予反驳。
布莱恩1900和1908年两度出马竞选总统，但都以失败告终。1925年去世前的近30年间，他在政治舞台和演讲台频繁露面，先是为自由铸造银币而战，后改为其他奋斗目标。1913至1915年，布莱恩在伍德罗·威尔逊手下担任国务卿，但在总统带领国家准备插手第一次世界大战时辞职。他的晚年充满争议，包括生命最后几周牵涉的猴子審判，但在卡赞看来，布莱恩以真诚、和蔼与充满热忱的态度希望世界变得更加美好，赢得人民的心，在他的时代里没有别的公众人物值得他们这般在意。
布莱恩的竞选以失败告终，但仍令同时代人士深受启发。作家哈姆林·加兰（Hamlin Garland）、埃德加·李·马斯特斯和内布拉斯卡州同乡薇拉·凯瑟都对布莱恩和他在第一战的表现深表钦佩。1896年还只有16岁的诗人韦切尔·林赛对此次选战深感鼓舞并在多年后写道：

那个男孩在哪儿，在天堂诞生的布莱恩，

那荷马史诗般的布莱恩在西方歌唱；

与雄鹰阿尔特吉尔德携手并进，

王奴或吟游诗人都在此安息。

## 结果
| 总统候选人         | 政党            | 出身         | 普选票         | 普选票   | 选举人票 | 竞选伙伴                | 竞选伙伴     | 竞选伙伴 |
| 总统候选人         | 政党            | 出身         | 数目           | 比例     | 选举人票 | 副总统候选人            | 出身         | 选举人票 |
| ------------------ | --------------- | ------------ | -------------- | -------- | -------- | ----------------------- | ------------ | -------- |
| 威廉·麦金莱        | 共和党          | 俄亥俄州     | 7,108,480      | 51.03%   | 271      | 加勒特·霍巴特           | 新泽西州     | 271      |
| 威廉·詹宁斯·布莱恩 | 民主党 – 人民党 | 内布拉斯加州 | 6,509,052（1） | 46.70%   | 176      | 阿瑟·休厄尔（2）        | 缅因州       | 149      |
| 威廉·詹宁斯·布莱恩 | 民主党 – 人民党 | 内布拉斯加州 | 6,509,052（1） | 46.70%   | 176      | 托马斯·爱德华·沃森（3） | 乔治亚州     | 27       |
| 约翰·帕尔默        | 国民民主党      | 伊利诺伊州   | 133,537        | 0.96%    | 0        | 西蒙·玻利瓦尔·巴克纳    | 肯塔基州     | 0        |
| 约书亚·里维林      | 禁酒党          | 马里兰州     | 124,896        | 0.90%    | 0        | 黑尔·约翰逊             | 伊利诺伊州   | 0        |
| 查尔斯·马切特      | 社会主义劳工党  | 纽约州       | 36,359         | 0.26%    | 0        | 马修·马奎尔             | 新泽西州     | 0        |
| 查尔斯·尤金·本特利 | 全国禁酒运动    | 内布拉斯加州 | 19,367         | 0.14%    | 0        | 詹姆斯·索斯盖特         | 北卡罗莱纳州 | 0        |
| 其他               | 其他            | 其他         | 1,570          | 0.01%    | —        | 其他                    | 其他         | —        |
| 总计               | 总计            | 总计         | 13,936,957     | 100%     | 447      |                         |              | 447      |
| 获胜需要           | 获胜需要        | 获胜需要     | 获胜需要       | 获胜需要 | 224      |                         |              | 224      |

（1）包括作为人民党候选人所获得的22万2583票。

（2）休厄尔是布莱恩的民主党竞选搭档。

（3）沃森是布莱恩的人民党竞选搭档。

## 脚注
1. ↑  Kazin，第4–5页
2. ↑  Kazin，第10–14页
3. ↑  Williams，第69页
4. ↑  Kazin，第15–16页
5. ↑  Koenig，第52页
6. ↑  Cherny，第31–37页
7. ↑  Coletta，第46–47页
8. ↑  Williams，第41–45页
9. ↑  Cherny，第20–23页
10. ↑  Cherny，第40–42页
11. ↑  Kazin，第41–43页
12. ↑  Williams，第36–37页
13. ↑  Jones，第7–13页
14. ↑  Cherny，第38页
15. ↑  Coletta，第66–69页
16. ↑  Jones，第12页
17. ↑  Williams，第27–36页
18. ↑  Williams，第40–43页
19. ↑  Jones，第30–33页
20. ↑  Jones，第33页
21. ↑  Cherny，第49–50页
22. ↑  Cherny，第49页
23. ↑  Jones，第70页
24. ↑  Williams，第71页
25. ↑  Cherny，第53–54页
26. ↑  Kazin，第47页
27. ↑  . Yahoo News. 2025年1月24日.
28. ↑  Morgan（1969年），第496页
29. 1 2  Jones，第163–165页
30. ↑  Jones，第185页
31. ↑  Kazin，第46页
32. ↑  Williams，第72–74页
33. ↑  Cherny，第54–55页
34. ↑  Williams，第77页
35. ↑  Kazin，第53页
36. ↑  Cherny，第55–56页
37. ↑  Coletta，第118–119页
38. ↑  Barnes，第379 n.18页
39. ↑  Jones，第182–183页
40. ↑  Barnes，第378页
41. ↑  Williams，第74页
42. ↑  Bensel，第18页
43. ↑  Bensel，第34页
44. ↑  Jones，第187页
45. ↑  Williams，第76页
46. ↑  Coletta，第125页
47. ↑  Bensel，第184–189页
48. ↑  Bensel，第57–58页
49. ↑  Barnes，第376页
50. ↑  Jones，第222页
51. ↑  Bensel，第85–86页
52. ↑  Jones，第222–223页
53. ↑  Coletta，第130–133页
54. ↑  Bensel，第206–209页
55. ↑  Bensel，第208–209页
56. ↑  Coletta，第135–137页
57. 1 2  Bensel，第224页
58. 1 2  Williams，第83页
59. ↑  Coletta，第137页
60. ↑  Bensel，第224–225页
61. ↑  Kazin，第59页
62. ↑  Coletta，第138页
63. 1 2  Williams，第84页
64. 1 2  Jones，第228页
65. ↑  Jones，第227–228页
66. 1 2  Official Proceedings of the 1896 Democratic National Convention，第233页
67. 1 2 3  Kazin，第61页
68. ↑  Coletta，第141页
69. ↑  Kazin，第61–62页
70. ↑  Coletta，第141–143页
71. ↑  Coletta，第141–142页
72. ↑  Jones，第229页
73. ↑  Bensel，第277 n.69页
74. ↑  Bensel，第275–276页
75. ↑  Bensel，第277页
76. ↑  Coletta，第144页
77. ↑  Coletta，第144–146页
78. ↑  Williams，第87–88页
79. ↑  Bryan，第219页
80. ↑  Williams，第88页
81. ↑  Jones，第236–238页
82. ↑  Williams，第87页
83. ↑  Coletta，第150页
84. ↑  Harpine，第66页
85. ↑  Jones，第241页
86. ↑  Kazin，第73页
87. ↑  Coletta，第150–151页
88. ↑  Williams，第121页
89. ↑  Kazin，第63页
90. ↑  Williams，第56页
91. ↑  Coletta，第148页
92. ↑  Coletta，第119–120页
93. ↑  Phillips，第74页
94. ↑  Coletta，第143页
95. ↑  Horner，第179–180页
96. ↑  Morgan（2003年），第169–172页
97. ↑  Jones，第78–84, 244–245页
98. ↑  Williams，第110–113页
99. ↑  Jones，第244页
100. ↑  Williams，第164–165页
101. ↑  Jones，第245页
102. ↑  Williams，第112页
103. ↑  Williams，第115–117页
104. ↑  Williams，第116–118页
105. ↑  Koenig，第217页
106. ↑  Jones，第262–263页
107. 1 2  Williams，第94页
108. ↑  Jones，第299页
109. ↑  Jones，第297–301页
110. ↑  Jones，第300页
111. ↑  Williams，第95页
112. ↑  Coletta，第181页
113. ↑  Koenig，第223页
114. ↑  Coletta，第162–164页
115. ↑  Jones，第304–305页
116. ↑  Jones，第393 n.13页
117. ↑  Jones，第308–309页
118. ↑  Jones，第310页
119. ↑  Morgan（1969年），第516页
120. ↑  Morgan（1969年），第516–517页
121. ↑  Williams，第98页
122. ↑  Horner，第106–107页
123. ↑  Jones，第311–312页
124. ↑  Jones，第313页
125. ↑  Williams，第101–102页
126. ↑  Jones，第332–333页
127. ↑  Morgan（1969年），第523–524页
128. ↑  Jones，第314–315页
129. ↑  Morgan（1969年），第515–516页
130. ↑  Jones，第308页
131. ↑  Jones，第47, 305–306页
132. ↑  Jones，第301–302页
133. ↑  Bryan，第292页
134. ↑  Williams，第122–124页
135. ↑  Phillips，第75页
136. ↑  Morgan（1969年），第519页
137. ↑  Cherny，第68页
138. ↑  Morgan（2003年），第184–185页
139. ↑  Jones，第316–317页
140. ↑  Williams，第146–147页
141. ↑  Williams，第150–153页
142. ↑  Koenig，第253页
143. 1 2  Jones，第341–347页
144. 1 2  Diamond，第303–304页
145. ↑  Diamond，第295页
146. ↑  Coletta，第189–190页
147. ↑  Cherny，第71页
148. 1 2  Kazin，第78页
149. 1 2  Williams，第154页
150. ↑  Williams，第xi, 152–153页
151. 1 2  Jones，第348页
152. ↑  Jones，第289, 316页
153. ↑  Williams，第161–162页
154. ↑  Kazin，第306页
155. ↑  Jones，第65–66页
156. ↑  Williams，第162–163页
157. ↑  美国国家档案和记录管理局.
158. ↑  1896年美国总统选举普选结果.